# Vlag van Aragua

Vlag van Aragua (ratio 2:3)

De vlag van Aragua heeft een veld bestaande uit vier driehoeken, waarvan de bovenste en de onderste rood zijn en de linker en rechter geel. In het midden staat het wapen van Aragua. De vlag is in gebruik sinds 20 oktober 1992.
Het geel symboliseert het tropische klimaat en vrijgevigheid; het rood staat voor kracht, waarde, vruchtbaarheid, eer en het bloed van de strijders voor de Venezolaanse onafhankelijkheid.
Het wapen dat in het midden van de vlag staat, is een enigszins gemoderniseerde versie van het officiële wapen. Het schild bestaat uit drie delen: rechtsboven houdt een vrouw een laurierkroon en een palmtak vast, links staat een overwinningsboom en rechtsonder een afbeelding van het huis van de suikerplantage waar Simón Bolívar opgroeide. Het schild wordt omringd door een koffie- en een suikertak.